# Мискел
Мискелл или Мискел (др.-греч. Μύσκελλος или Μύσκελος) — древний грек, который по легенде в 710 году до н. э. основал город Кротону на юге Апеннинского полуострова.
Он считался сыном некоего Алемона, и жил в ахейском полисе Рипы или Аргосе. По словам Овидия, Мискелу во сне дважды явился Геркулес и приказал покинуть родину и разыскивать «дальний Эзар (Aesar) у каменистого устья», грозя карами, если он этого не сделает. Однако, законы запрещали переселяться под страхом смертной казни, тем не менее, Мискел решился, но горожане, проведав о плане, судили его. Когда дело дошло до традиционного голосования с помощью белых и чёрных камешков, бросаемых в урну, Мискел взмолился Геркулесу о помощи, и тот обратил единогласно брошенные чёрные камешки в белые, чем спас обвиняемого. Мискел уплыл на корабле и вскоре достиг реки Эзар в юго-восточной Италии, где обнаружил тумулус Кротона, решив основать рядом одноимённый город. За два поколения до того здесь «на иберийских конях» проезжал Геркулес, а Кротон оказал ему гостеприимство, в ответ герой предсказал, что на этом месте внуки постоят город. Таким образом, Мискел осуществил это пророчество.
Утверждение Овидия о том, что это верное предание, подтверждают античные историки, Страбон и Дионисий Галикарнасский, опиравшиеся на утраченные источники. Перед тем, как отплыть из Греции, Мискел посетил Дельфийского оракула одновременно с Архием, и обоих оракул спросил: что они выбирают — богатство или здоровье? Архий избрал богатство, Мискел — здоровье. Потом считали, что первому бог предоставил основать Сиракузы, а второму — Кротон, который в античности считали особенно здоровым. По словам Антиоха, переданных Страбоном, когда группа ахейцев прибыла в район будущего Кротона, Мискел отправился на осмотр местности. Увидев, что рядом с рекой уже основали Сибарис, назвав в её честь, он решил, что этот город лучше. Вернувшись в Дельфы, он спросил оракула, не лучше ли основать Сибарис вместо Кротона, на что получил такой ответ:
О, кривоспинный (горбатый) Мискел, в стороне ты иное взыскуя,
Ловишь куски, и за них, — что дают тебе, — будь благодарен.
Вернувшись, он основал Кротон при содействии Архия, который случайно приплыл туда же, отправившись строить Сиракузы.